# Everwijn II van Bentheim

Wapen van Bentheim

Everwijn II van Bentheim (1461 - 13 december 1530) graaf van Bentheim was een zoon van Bernard van Bentheim (1435 – 28 november 1476) en Anna van Egmond (1440 – 1 september 1462)
Zijn moeder was een dochter van Willem IV van Egmont heer van Egmont, IJsselstein, Schoonderwoerd en Haastrecht en stadhouder van Gelre en Walburga van Meurs vrouwe van Baer en Lathum.
Everwijn sloot met zijn neef Everwijn II van Bentheim-Steinfurt een erfelijk verbond in 1487. In dat verbond werd onder goedkeuring van de keizer bepaald dat alleen afstammelingen in mannelijke lijn de graafschappen Bentheim en Steinfurt zouden bezitten.

## Huwelijk en kinderen
Hij trouwde (1) op 10 mei 1490 met Ingeborg van Mecklenburg-Stargard (ca. 1460-1509). Zij was een dochter van Ulrich van Mecklenburg-Stargard (ca. 1430 - 31 juli 1471) en Katharina van Mecklenburg-Werle (ca. 1430 - 21 juli 1475). Hij trouwde (2) op 8 april 1529 met Cordula van Holstein-Schauenburg (ca. 1516-1542). Zij was een dochter van Jobst I van Holstein-Schauenburg en Maria van Nassau, dochter van Jan V van Nassau. Uit zijn eerste huwelijk zijn de volgende kinderen geboren.
- Maria van Bentheim (ca. 1492 - ca. 1527)
- Anna van Bentheim (ca. 1494 - 21 maart 1559)
- Bernhard van Bentheim (ca. 1496 - 4 mei 1528). Hij trouwde op 29 september 1523 met Margaretha van Wied Runkel (ca. 1516 - 5 augustus 1571). Zij was een dochter van Johan van Wied Runkel (ca. 1485 - 18 mei 1533) en Elisabeth van Nassau-Dillenburg (1 december 1488 - Dillenburg, 3 juni 1559), dochter van Jan V van Nassau-Dillenburg en diens echtgenote Elisabeth van Hessen-Marburg.